# Rotatiemethoden

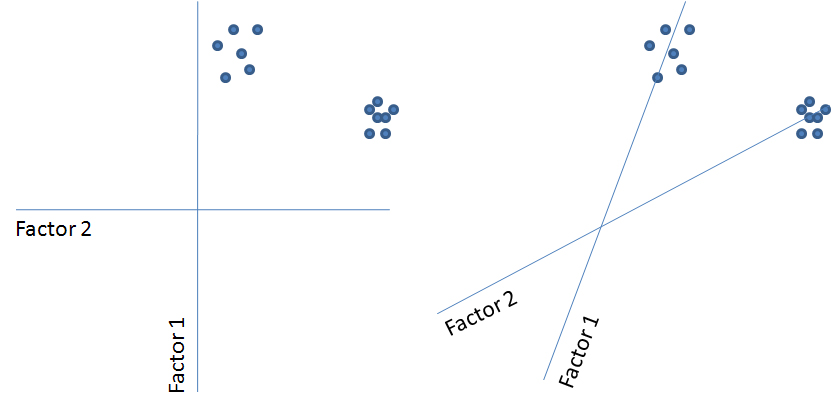
Links een factoroplossing die hoog laadt op beide factoren; Rechts de (oblique) geroteerde factoren, waarbij duidelijk wordt dat er twee factoren zijn.

Binnen de statistiek wordt in de multivariabele analyses wordt de  factoriële analyse toegepast als datareductiemethode. Deze analyse is op te delen in 4 hoofdfasen (berekening initiële matrix, extractie hoofdcomponenten, rotatie, inschatting van de punctuatie in de nieuwe dimensie).
In een niet geroteerde matrix wordt de uitkomst gebaseerd op maximale variantie voor de eerste en daarop volgende factoren of componenten. Daarbij worden de factoren geforceerd orthogonaal te zijn. Dit heeft als gevolg dat de datacompressie zich voornamelijk richt op het plaatsen van relatief veel data binnen de eerste componenten en sommige gegevens aan meer dan één factor toewijst.
Rotatie helpt om de output van het model gemakkelijker interpretabel te maken en een overzichtelijkere datastructuur te creëren. Dit wordt gedaan door het zoeken naar zogeheten "simple-structure" waarbij één parameter geplaatst en benadrukt wordt binnen één enkele factor. Rotatie kan hierbij orthogonaal of oblique plaatsvinden.

## Methoden
Binnen de rotatiefase zijn verschillende methoden toe te passen, het softwareprogramma SPSS biedt de volgende opties:

### Varimax rotatie
Varimax rotatie is de meest voorkomende rotatietechniek. Deze wordt gebruikt om de uiting van de onderliggende matrix te vergroten. Het initiële coördinatensysteem blijft onveranderd. Varimax dankt zijn naam aan het maximaliseren van de som van de variantie van de gekwadrateerde saturatie (correlatie tussen variabele en factor in het kwadraat). Indien een lading hoog is op een bepaalde factor en laag op overige factoren zal men het gekwadrateerd verschil sneller opmerken. Kleine uitkomsten worden kleiner en grote uitkomsten worden groter.  De benaderingswijze vanuit de verticale beweging. Tot op het niveau dat de data het toelaat zal deze techniek door roteren waarbij een “simple-structure” wordt bereikt. Vanwege het feit dat complete onafhankelijkheid tussen factoren vaak onrealistisch is worden oblique rotaties geprefereerd boven orthogonale rotaties.
Wiskundig kan het varimax criterium formeel benaderd worden:
{\displaystyle R_{\mathrm {VARIMAX} }=\operatorname {arg} \max _{R}\left({\frac {1}{p}}\sum _{j=1}^{k}\sum _{i=1}^{p}(\Lambda R)_{ij}^{4}-\sum _{j=1}^{k}\left({\frac {1}{p}}\sum _{i=1}^{p}(\Lambda R)_{ij}^{2}\right)^{2}\right)}
Ontwikkeld door Henry Felix Kaiser in 1958,
Een technische discussie over de voor- en nadelen van verschillende rotatietechnieken is te vinden op de website van  Columbia University.

### Quartimax rotatie
Een orthogonaal alternatief waarbij in plaats van het maximaliseren van de variantie van de saturatie, het aantal nodige factoren wordt geminimaliseerd. Een binnen de matrix horizontale benaderingswijze. Deze rotatietechniek genereert veelal één factor waarbinnen meerdere variabelen een hoge saturatiewaarde tonen.

### Equamax rotatie
Een rotatietechniek die een combinatie vorm tussen varimax en quartimax tot op het niveau dat de data dit toelaat.

### Directe oblimin rotatie
De standaardmethode voor een niet orthogonale rotatie. Hierbij wordt afhankelijkheid tussen de factoren toegestaan. Het zal resulteren in verhoogde eigenwaarde maar verminderd gemak bij het interpreteren van de matrix als men deze vergelijkt met een orthogonale rotatie.
Als parameter voor de directe oblimin rotatie wordt delta ∆ gebruikt. De door SPSS ingestelde standaardwaarde is 0. De delta geeft controle over de gewenste schuinheid van de oblique rotatie. Wanneer de parameter negatieve waarden aanneemt zal de schuinheid afnemen. Om het effect van delta te annuleren kan men een waarde invoeren gelijk aan of minder dan 0,8.

### Promax rotatie
Een alternatieve wijze voor niet orthogonale rotatie waarbij de geanalyseerde factoren correlatie kunnen vertonen. De rekenwijze op technisch niveau is aanzienlijk sneller, om deze reden wordt deze rotatietechniek veelal gebruikt voor grotere datasets.
De gebruikte parameter voor de promax rotatie is Kappa K en neemt een standdaardwaarde van 4 aan.